# جيمي آدامز (ممثل)
جيمي آدامز (بالإنجليزية: Jimmie Adams)‏ هو ممثل أمريكي، ولد في 4 أكتوبر 1888 بباترسون في الولايات المتحدة، وتوفي في 19 ديسمبر 1933 بغلينديل في الولايات المتحدة بسبب نوبة قلبية.

## وصلات خارجية
- جيمي آدامز على موقع IMDb (الإنجليزية)
- جيمي آدامز على موقع أول موفي (الإنجليزية)
- جيمي آدامز على موقع قاعدة بيانات الأفلام السويدية (السويدية)
- جيمي آدامز على موقع قاعدة بيانات الفيلم (الإنجليزية)
- جيمي آدامز على موقع كينوبويسك (الروسية)